# Fausto Barreto
Fausto Carlos Barreto (São João dos Inhamuns, atual Tauá, 19 de dezembro de 1852 — Rio de Janeiro, 2 de outubro de 1915) foi um filólogo, jornalista, professor e político brasileiro.
Iniciou seus estudos no Seminário de Fortaleza, transferindo-se, antes de terminá-los, para o Rio de Janeiro, onde matriculou-se, em 1874, na Escola de Medicina. Abandonou-a pouco antes de se graduar, a fim de exercer o magistério. Em 1883, foi aprovado em concurso para professor de língua portuguesa do Colégio Pedro II.
Como político, foi presidente da província do Rio Grande do Norte, de 12 de julho a 23 de outubro de 1889. Foi também deputado geral pelo Ceará na última legislatura do Império.
Seus trabalhos, em sua maioria relacionados à gramática, tornaram-no um dos dos maiores especialistas da área em seu tempo. Foi sócio correspondente do Instituto do Ceará.

## Referência
- Mensario do "Jornal do commercio" (Brasil) de 1838 artigo da página 415.
- 1001 cearenses notáveis de F. Silva Nobre publicado no Ceará (Brasil) em 1996, com 395 páginas, citado na paginá 66.
- Antologia nacional, ou, Coleção de excertos dos principais escritores de Fausto Carlos Barreto, Carlos Maximiniano Pimenta de Laet de 1936 com 557 páginas.